# Christophorus Siggesson
Christophorus Siggesson, född omkring 1590, död 1661, var en svensk präst. 

## Biografi
Christophorus Siggesson föddes omkring 1590. Han var son till kyrkoherde Siggo Christophori och Ebba Andersdotter. Christophorus Siggesson blev 1611 student vid Uppsala universitet och prästvigdes 1613. Han var respondent vid prästmötet 1620 och blev 1630 komminister i Eskilstuna församling. Christophorus Siggesson blev sistnämnda år vikarierande pastor och var från 1641 kyrkoherde i församlingen, tillträdde 1643. Han varpraepositus recarliae occidentis 1650. Christophorus Siggesson avled 1661.

### Familj
Christophorus Siggesson var gift med Elisabet Kule (död 1661) som var dotter till en kyrkoherde Abraham Kule och Karin Månsdotter i Bettna församling. De fick tillsammans barnen verbi divini minister Jonas Christoffersson Stenqvist och Maria Christoffersdotter Stenqvist (1631–1712) som var gift med landshövdingen Germund Cederhielm i Skaraborgs län.